# Refermentacja
Refermentacja – termin używany w piwowarstwie oznaczający wtórną fermentację w butelkach. Do sklarowanego i przefiltrowanego piwa dolewa się brzeczki nastawnej i rozlewa do butelek, w których cukier zawarty w brzeczce rozkłada się i zamienia w alkohol oraz dwutlenek węgla. Refermentacja wpływa na zwiększenie stężenia ekstraktu piwa, zwiększenie zawartości dwutlenku węgla i osadów drożdżowych, zmienia również wartość pH piwa. Piwo poddane refermentacji jest bardziej mętne i treściwsze w smaku.

## Literatura
- Ziemowit Fałat: Wszystko o piwie. Wyd. Ad Oculos, Warszawa-Rzeszów 2005 ISBN 83-87907-88-X
- Grzegorz Sieczkowski (opr): Piwo klasztorne i domowe. Wyd. Rhetos, Warszawa 2005 ISBN 83-89642-07-7